# Ципелево (Кадуйский район)
Ципелево — деревня в Кадуйском районе Вологодской области.
Входит в состав Никольского сельского поселения, с точки зрения административно-территориального деления — в Никольский сельсовет.
Расстояние по автодороге до районного центра Кадуя — 33 км, до центра муниципального образования села Никольское — 9 км. Ближайшие населённые пункты — Куликово, Малышево, Мелехино, Михайловская, Стрелково, Терпеново.
По переписи 2002 года население — 2 человека.